# Movileni (Heleșteni), Iași
Movileni este un sat în comuna Heleșteni din județul Iași, Moldova, România.